# Dora Louise Murdoch
Dora Louise Murdoch (1857-1933) foi uma pintora americana.

## Biografia
Murdoch nasceu a 14 de setembro de 1857 em New Haven, Connecticut. Ela estudou em Paris, na França, onde os seus professores incluíam Bernard Boutet de Monvel, Gustave-Claude-Etienne Courtois e Lucien Simon.
Ela era membro da American Federation of Arts, da American Watercolor Society, da Baltimore Watercolor Society, da New York Watercolor Society e da Washington DC Watercolor Society. O seu trabalho foi exibido na Feira Mundial de St. Louis, em 1904.
Murdoch morreu em 1933 em Baltimore, Maryland. O seu trabalho encontra-se na colecção da National Gallery of Art.

## Obras
| Imagem | Título                   | Data | Material                  | Coleção                                                       |
| ------ | ------------------------ | ---- | ------------------------- | ------------------------------------------------------------- |
|        | Parmelee Estate in Bloom | 1920 | aquarela papel pergaminho | Galeria Nacional de Arte Desenhos da Galeria Nacional de Arte |
|        | Ships at the Dock        | 1893 | aquarela                  | Galeria Nacional de Arte Desenhos da Galeria Nacional de Arte |
|        | Parmelee Garden          | 1920 | aquarela papel pergaminho | Galeria Nacional de Arte Desenhos da Galeria Nacional de Arte |